# Драган Перић (атлетичар)
 Драган Перић (Живинице, 8. мај 1964) је бивши југословенски и српски атлетски репрезентативац, специјалиста за бацање кугле, који се понекад такмичио и у бацању диска. Рекорд Србије држи у бацању диска. Представљао је Србију и Црну Гору на олимпијским играма од 1992. до 2004. године, на осам светских првенствима од 1991. до 2005. године и три европска првенства од 1990. до 1998. године.

## Каријера
Перић је рођен у Живинцима, тренирао је у атлетским клубовима Слобода Тузла, Славонија Осијек, Партизан и Црвена звезда. Пре него што је почео да се бави атлетиком, тренирао је бокс. Његови бивши тренери били су Никола Томасовић, Дмитар Марчета и Вељко Чегар.
Прво учешће имао је на Европском првенству на отвореном 1990. године у Сплиту, када је заузео 11. место у бацању кугле. Након тога, учествовао је и на Светском првенству у атлетици на отвореном 1991. и Летњим олимпијским играма 1992. године, а на оба такмичења заузео је седмо место. Године 1994. освојио је сребрну медаљу на Европском првенству у атлетици у дворани 1994. године, био шести на Европском првенству у атлетици на отвореном 1994. године и на ИААФ Гран при финалу. Након тога освојио је бронзану медаљу на Светском првенству у атлетици у дворани 1995. године.
У Осијеку 1988. године бацио куглу 19,92 м, а у Крању куглу је бацио 20,42 м и тада први пут пребацио границу од 20 м, што је била увертира за Европско првенство у Сплиту, одржано 1990. године.
Године 1991. подигао је лични рекорд на 20,47 м, наредне године на 20,91 м и 21,26 мm 1992. године у Београду. Рекорд Србије поставио је 1996. године у Нишу, када је бацио куглу 20,9 мm.
На Летњим олимпијским играма 1996. године био је осми, четврти на Европском првенству у атлетици у дворани 1994. године и на Европском првенству у атлетици у дворани 1998. године.
Титулу балканског шампиона освајао је 1996, 1998 и 2003. године.
Шампион Југославије у бацању кугле био је од 1991. до 2001. године, изузев 1995.
У мају 1998. године на митингу у Бару оборио је државни рекорд. Током такмичења поправљао је сопствене рекорде, бацивши 21,46, па 21,57 и на крају 21,77 м.
У бацању диска најбољи резултат поставио је 1991. године у Београду, када је бацио диск 61,94 м. У обе дисциплине држи рекорде Србије.
Перић је након краја активне атлетске каријере постао тренер, тренутно тренира српског бацача кугле Армина Синанчевића.

## Значајнији резултати
| Година                             | Такмичење                                  | Место           | Пласман         | Рез.(м)         | Бел.            |                 |                 |                 |                 |
| СФР Југославија                    | СФР Југославија                            | СФР Југославија | СФР Југославија | СФР Југославија | СФР Југославија | СФР Југославија | СФР Југославија | СФР Југославија | СФР Југославија |
| ---------------------------------- | ------------------------------------------ | --------------- | --------------- | --------------- | --------------- | --------------- | --------------- | --------------- | --------------- |
| 1990.                              | Европско првенство                         | Сплит           | 12.             | 18,67           |                 |                 |                 |                 |                 |
| 1991.                              | Светско првенство у атлетици               | Токио           | 7.              | 19,83           |                 |                 |                 |                 |                 |
| СР Југославија /Србија и Црна Гора |                                            |                 |                 |                 |                 |                 |                 |                 |                 |
| 1992.                              | Летње олимпијске игре                      | Барселона       | 7.              | 20,32           |                 |                 |                 |                 |                 |
| 1993.                              | Светско првенство у атлетици на отвореном  | Штутгарт        | 5.              | 19,95           |                 |                 |                 |                 |                 |
| 1994.                              | Европско првенство у атлетици у дворани    | Париз           | 2.              | 20,55           | [ 9 ]           |                 |                 |                 |                 |
| 1994.                              | Европско првенство у атлетици              | Хелсинки        | 6.              | 19,40           |                 |                 |                 |                 |                 |
| 1995.                              | Светско првенство у атлетици у дворани     | Барселона       | 3.              | 20,36           |                 |                 |                 |                 |                 |
| 1996.                              | Летње олимпијске игре                      | Атланта         | 8.              | 20,07           |                 |                 |                 |                 |                 |
| 1997.                              | Светско првенство у атлетици на отвореном  | Атина           | 18.             | 19,05           |                 |                 |                 |                 |                 |
| 1998.                              | Европско првенство у атлетици у дворани    | Валенсија       | 4.              | 20,21           |                 |                 |                 |                 |                 |
| 1998.                              | Европско првенство у атлетици на отвореном | Будимпешта      | 4.              | 20,65           |                 |                 |                 |                 |                 |
| 1999.                              | Светско првенство у атлетици на отвореном  | Севиља          | 6.              | 20,35           |                 |                 |                 |                 |                 |
| 2000.                              | Летње олимпијске игре                      | Сиднеј          | 16.             | 19,49           |                 |                 |                 |                 |                 |
| 2001.                              | Светско првенство у атлетици на отвореном  | Едмонтон        | 5.              | 20,91           |                 |                 |                 |                 |                 |
| 2003.                              | Светско првенство у атлетици на отвореном  | Париз           | 17.             | 19,55           |                 |                 |                 |                 |                 |
| 2004.                              | Олимпијске игре                            | Атина           | 32.             | 18.91           |                 |                 |                 |                 |                 |
| 2005.                              | Светско првенство у атлетици на отвореном  | Хелсинки        | 17.             | 19,46           | [ 10 ]          |                 |                 |                 |                 |